# Petro Lytvyn
Petro Lytvyn, né le 12 juin 1967, est un militaire et diplomate ukrainien, avec le grade de lieutenant général. À partir de 2012, il est commandant du 8e corps d'armée d'Ukraine puis il est nommé ambassadeur en Arménie en 2018 pour environ un an.

## Parcours

### Carrière militaire
En 1990, il est diplômé du Kiev Armor-Engineer College. Il sert dans le district militaire soviétique d'Extrême-Orient et dans le district militaire des Carpates.
En 2001, il est diplômé de la faculté d'opérations tactiques de l'université nationale de défense d'Ukraine. Il sert dans les commandements opérationnels ukrainiens du nord et de l'ouest. En 2008, il est diplômé de la faculté des opérations stratégiques de l'université nationale de la défense d'Ukraine. De 2002 à 2005, il commande la 30e brigade mécanisée. De 2007 à 2012, il est commandant des troupes du commandement opérationnel sud.
Le 25 août 2012, à Novohrad-Volynskyï, Petro Lytvyn attaque des militants de « Vidsich » qui distribuent des tracts dans le cadre de la campagne « Vengeance pour la division de l'Ukraine »,,. De mai 2012 à mars 2015, il est commandant du 8e corps d'armée.
Pendant la guerre du Donbass, Petro Lytvyn est chargé du secteur D qui est complètement détruit le 24 août 2014 et conduit au siège d'Ilovaïsk,.

### Carrière de diplomate
Le 19 juin 2018, il est nommé ambassadeur en Arménie jusqu'au 19 juillet 2019.